# 前进集团挪威
前进集团挪威（挪威语原名：Go-Ahead Norge，挪威语又称：Go-Ahead Nordic，中文又称：前进集团北欧）是前进集团在挪威的分公司，经营项目包含铁路运输。